# 101마리의 달마시안
《101마리 달마시안》(영어: The Hundred and One Dalmatians)은 1956년 발행된 도디 스미스의 아동 도서이다. 본래 〈우먼스 데이〉라는 잡지에서 《The Great Dog Robbery》라는 이름으로 연재되었던 작품이었다.